# مجموعة تطبيقات موزيلا
مجموعة تطبيقات موزيلا (بالإنجليزية: Mozilla Application Suite)‏ في الأصل كان معروف باسم موزيلا، وتم تسويقه باسم مجموعة موزيلا «Mozilla Suite» وهو مجموعة إنترنت «Internet suite» متكاملة ومتعدد المنصات «Cross-platform» وقد بدأ تطويره بواسطة شركة نتسكيب،